# Benetton Rugby Treviso
Benetton Rugby Treviso ist ein italienischer Rugby-Union-Verein aus Treviso. Seit 2010 spielt er in der internationalen Liga United Rugby Championship, zuvor in der italienischen Liga Super 10. Benannt ist der Verein nach seinem Hauptsponsor und Eigentümer, dem Textilunternehmen Benetton. Die Heimspiele werden im Stadio Comunale di Monigo ausgetragen.

## Geschichte
Der Verein wurde 1932 gegründet. 1956 gewann er seinen ersten von insgesamt 15 Meistertiteln, 1970 folgte der erste Pokalsieg. In der Saison 1995/96 nahm Treviso zum ersten Mal am europäischen Pokalwettbewerb European Rugby Champions Cup teil, schaffte aber bis heute nie die Qualifikation für das Viertelfinale. Auch bei seinen Teilnahmen am europäischen Pokalwettbewerb European Rugby Challenge Cup kam Treviso nie über die Gruppenphase hinaus.
Ab 1997 war Treviso der dominierende italienische Verein und gewann im Verlauf von 13 Jahren zehn Meistertitel und dreimal den Pokal. 1998 und 2010 gelang der Mannschaft das Double. Auf die Saison 2010/11 hin wechselte der Verein in die damalige Celtic League, die seit 2021 den Namen United Rugby Championship trägt und auch irische, schottische, walisische sowie südafrikanische Mannschaften umfasst. In der Saison 2018/19 gelang Treviso der dritte Platz in der Konferenz B und damit zum ersten Mal der Einzug in das Viertelfinale der Playoffs, in denen der Verein jedoch gegen den irischen Kontrahenten Munster Rugby ausschied.

## Erfolge
- United Rugby Championship: Viertelfinale 2018/19
- Italienischer Meister:
1956, 1978, 1983, 1989, 1992, 1997, 1998, 1999, 2001, 2003, 2004, 2006, 2007, 2009, 2010
- Italienischer Pokalsieger:
1970, 1998, 2005, 2010

## Spieler

### Aktueller Kader
Der Kader für die Saison 2019/2020:

### Bekannte ehemalige Spieler
| - Tommaso Benvenuti - Mauro Bergamasco - Luca Bigi - Lucas Borges (Argentinien) - Kris Burton - Gonzalo Canale - Carlo Checchinato - Santiago Dellapè | - Ivan Francescato - Gonzalo García - Craig Green (Neuseeland) - John Kirwan (Neuseeland) - Michael Lynagh (Australien) - Fabio Ongaro - Sergio Parisse - Alessandro Troncon |